# CO-OP Künstlercooperative Hamburg

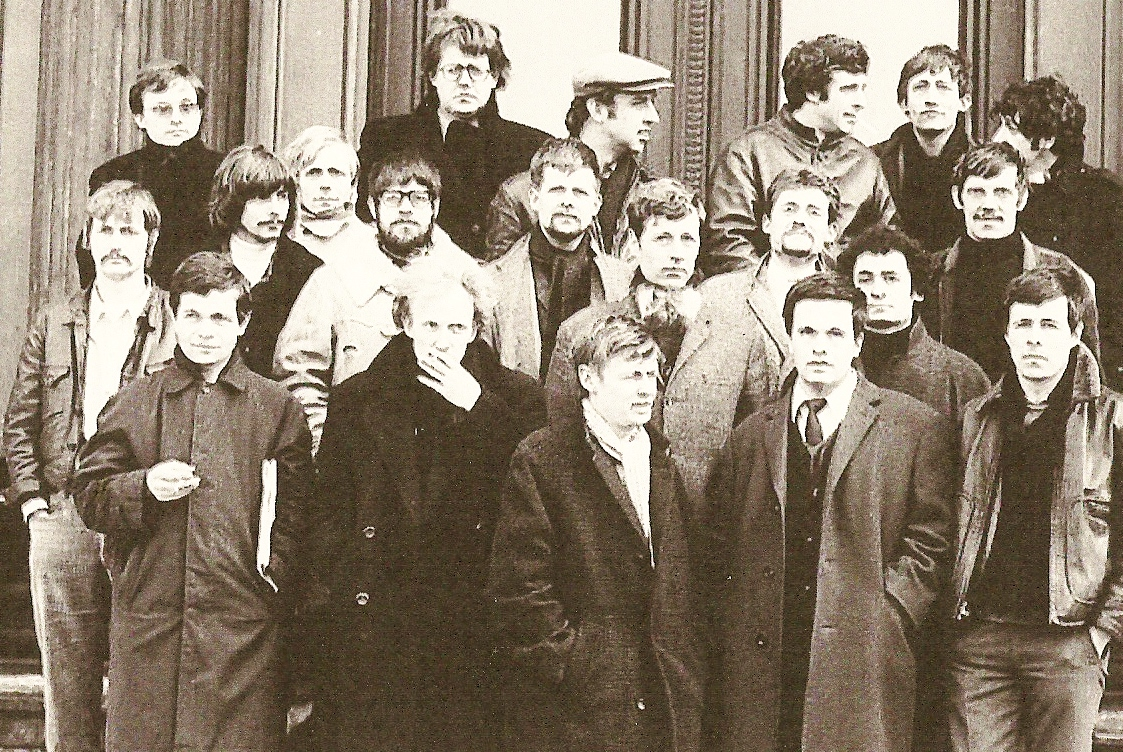
“Aktuelle Kunst in Hamburg 1968” Teilnehmer (v.l.) Jens Lausen, Klaus Geldmacher, Wolfgang Oppermann, Dizi, Knut Knabe, Dieter Glasmacher, Hans-Jürgen Kleinhammes, Nemo, Peter Nagel, Werner Nöfer, Dieter Asmus, Nikolaus Störtenbecker, Dietmar Ullrich, Heinz Dennig, Rolf Laute, Rüdiger Klau, Konrad Schulz, Peter Würtz, Bruno Bruni, Bernd Freter

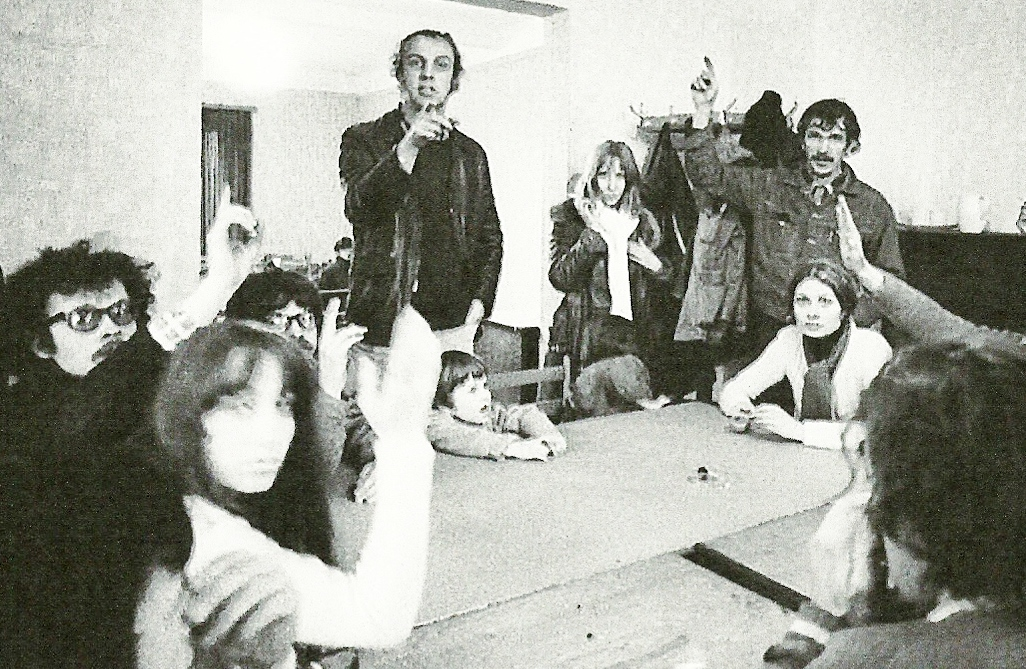
CO-OP Sitzung, (v.l.) Ernst Mitzka, Rebecca Horn, Dieter Glasmacher, Werner Nöfer, Anna Oppermann, Ullrich Hohenhaus, Sigrid Rothe, Wolfgang Oppermann

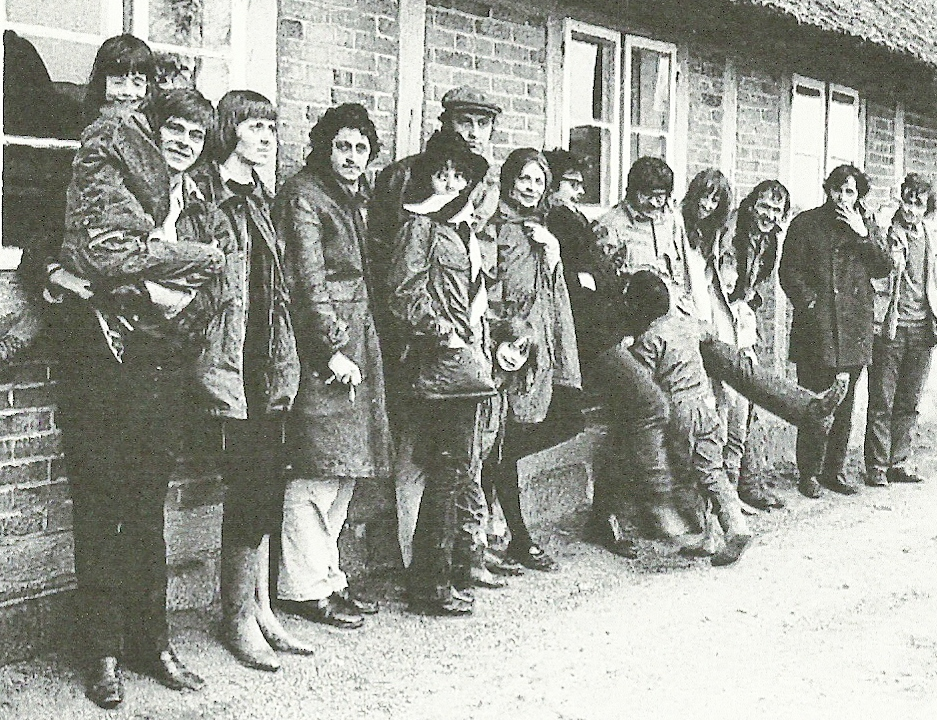
CO-OP Treffen in Ritzerau, (v.l.) Peter Paul (Christiane Nöfer auf dem Arm), Ute Hohenhaus, Bruno Bruni, Marili Nöfer, Werner Nöfer, Sigrid Rothe, Ernst Mitzka, Dieter Glasmacher, Anna Oppermann, Ullrich Hohenhaus, Tomislav Laux, Wolfgang Oppermann

Die CO-OP wurde im Jahr 1968 in Hamburg von den bildenden Künstlern Tomislav Laux, Bruno Bruni, Wolfgang Oppermann, Hans-Jürgen Kleinhammes, Konrad Schulz, Dieter Glasmacher, Ernst Mitzka und Werner Nöfer als Künstlercooperative gegründet. Anlass war die Veröffentlichung einer gemeinsamen Mappe mit Lithografien und Siebdrucken der Gründungsmitglieder.

## Geschichte
Der Name der Künstlergruppe bezog sich auf den Roman „CO-OP“ des amerikanischen Schriftstellers Upton Sinclair, der im Jahr 1936 eine Sozialutopie entworfen hatte, in der die Arbeiter Warenproduktion, Verteilung und Mehrwert in die eigene Hand nehmen.
Die Idee der Kooperative entsprach dem Wunsch, Bilder, Grafiken und Objekte unter Umgehung des etablierten Kunstmarktes direkt vom produzierenden Künstler an den Rezipienten, Käufer oder Sammler zu bringen. Die Einnahmen wurden umgehend in die Produktion neuer Mappen-Editionen (Druck, Versand und Werbung) investiert. Teure ganzseitige Inserate in den führenden Kunstzeitschriften, Prospekte und Plakate konnten finanziert werden. Redaktionelle Zeitungsartikel berichteten über diese neue Edition der Urheber.
„… die Gruppe CO-OP ist der nicht institutionalisierte und unbegrenzte Zusammenschluss von Künstlern, die durch Kooperation die Funktion von Kunst in der Gesellschaft verändern wollen. CO-OP ermöglicht die Entwicklung neuer Informations-, Kommunikations-, Produktions- und Vertriebsmöglichkeiten – gemeinsame Werkstätten, Editionen, die Herstellung gemeinsamer Kunstobjekte, Pläne und Modelle für den öffentlichen Raum …“ so hieß es 1968 unter anderem auf einer ganzseitigen Anzeige der Zeitschrift „Das Kunstwerk“.
Weitere Mappen wurden herausgegeben und die bildenden Künstler Anna Oppermann, Klaus Geldmacher, Dieter Asmus, Dirk Zimmer, Peter Würtz, Nemo Struckmeier, Rolf Laute, Sigmar Polke, Ullrich Hohenhaus, Jan Voss kamen dazu.
Im Jahr 1968 wurde eine Diskussion über Warenästhetik und Kunst als käufliche Ware geführt. Es herrschte Unverständnis darüber, dass die Galeristen 50 % und mehr an jeder verkauften Arbeit verdienten, wohingegen die Künstler ein Leben am Existenzminimum führten.
Zur Eröffnung der Documenta 4 1968 demonstrierte die CO-OP als einzige Künstlergruppe mit roter Fahne und einem programatisch-ironischen Flugblatt mit der Headline: „Warum musste Ernst Wilhelm Nay sterben?“, ein Text über Künstler-Wahn und Kunstdistributoren.
In der Zeitschrift „Das Kunstwerk“ 9-10 Juni-Juli 1968, Titelgeschichte: Deutsche Kunst – eine Neue Generation" polemisierte Werner Nöfer in einem Textbeitrag u. a. „… wer jetzt Tafelbilder malt, ist wirklich reaktionär...“
Zu einem werbewirksamen Skandal kam es am 14. Mai 1969 in der renommierten Hamburger Galerie Michael Hauptmann. Gezeigt wurden Arbeiten eines Künstlers der CO-OP. Er sollte laut Vertrag neben der Verkaufsprovision an den Galeristen ebenfalls die Kosten für die Einladungen und die Bewirtung der Vernissage-Gäste übernehmen. Dies führte zum Eklat. Kurz nach der Eröffnungsrede in der überfüllten Galerie wurden die Bilder hinter den Rücken der Vernissage-Gäste von den CO-OP Künstlern spontan, schweigend und fast zeitgleich abgehängt und aus der Galerie in einen außerhalb des Gebäudes bereitgestellten Lastwagen transportiert. Auf die leeren Wandflächen wurden unmittelbar danach, der Anzahl der Bilder entsprechend, Exemplare eines Manifestes gehängt. Verantwortlich hierfür zeichneten die Künstler der CO-OP.
Im Jahr 1968 ergab sich die Möglichkeit, über die Kulturbehörde eine große Ausstellung der aktuellen Hamburger Kunstszene im Kunsthaus Hamburg zu organisieren. Nachdem Finanzmittel für einen umfangreichen Katalog bereitgestellt wurden, konnte die Ausstellung „Aktuelle Kunst in Hamburg“ stattfinden. Sie wurde überregional – bis nach München – in den Medien beachtet und lockte eine Reihe von Galeristen nach Hamburg. An der von den ausstellenden Künstlern selbst kuratierten Ausstellung beteiligten sich die meisten der CO-OP Künstler.
Im gleichen Jahr wurde versucht, die kulturpolitischen Möglichkeiten in Hamburg auszudehnen. Man schlug dem Vorstand des Berufsverbands Bildender Künstler eine sogenannte Mixed Media Show vor.
Der Vorstand des Verbands stimmte dem Vorschlag zu und die anarchistische Show im Kunsthaus Hamburg konnte am 18. Oktober 1968 abends starten.
Die Melange aus Dada, Merz und Happening war aufgegangen. Das Kunsthaus Hamburg barst vor Menschenmassen, aber auch vor Randale und Zerstörungswut. Feuerwehr und Polizei schlossen gegen Mitternacht das Kunsthaus wegen angeblicher Einsturzgefahr. Am nächsten Morgen sah man erst das Ausmaß an Zerstörung – zerbrochene Scheiben, zerstörtes Mobiliar – die angemieteten Lautsprecher- und Verstärker-Anlagen waren gestohlen. Ein Schaden von 50.000 DM sollte von der CO-OP als Veranstalter ersetzt werden.
Ein Hamburger Staatsanwalt klagte Dieter Glasmacher und Werner Nöfer wegen Verbreitung von Pornografie vor dem Amtsgericht an. Nöfer hatte auf dem Plakat der Mixed Media Show die Zeichnung eines halb erigierten Penis von Dieter Glasmacher abgebildet. Eine öffentliche Gerichtsverhandlung mit reger Presse- und Publikumsbeteiligung folgte. Der bekannte Hamburger Anwalt Kurt Groenewold übernahm die Verteidigung.
Die Titelseite der „St. Pauli-Nachrichten“ verkündete am nächsten Morgen in fetten Buchstaben: „Bammel vor dem Pimmel – Staatsanwalt läuft Amok!“ über einem ganzseitigen Foto der beiden Angeklagten – wobei Nöfer einen nach der Plakat-Illustration vergrößerten Papp-Penis aus seiner Hose ragen ließ. Ein Gutachten (Freiheit für die Kunst) des damaligen Direktors der Hamburger Kunsthalle Werner Hofmann rettete die beiden vor einem Strafbefehl.
Angeregt durch CO-OP entstand im Jahr 1969 in München die Künstlercooperative „Zehn/Neun“ mit ähnlicher Programmatik. Eine Zusammenarbeit wurde versucht, scheiterte jedoch am marktwirtschaftlichen Unvermögen der CO-OP-Gruppe in Hamburg. Die Cooperative „Zehn/Neun“ existierte acht Jahre und vertrieb Druckgrafiken von vielen bekannten deutschen Künstlern.